# Орле (Вейгеровський повіт)
Орле (пол. Orle) — село в Польщі, у гміні Вейгерово Вейгеровського повіту Поморського воєводства.
Населення — 1594 особи (2011).
У 1975-1998 роках село належало до Гданського воєводства.

## Демографія
Демографічна структура станом на 31 березня 2011 року:
|          | Загалом | Допрацездатний вік | Працездатний вік | Постпрацездатний вік |
| -------- | ------- | ------------------ | ---------------- | -------------------- |
| Чоловіки | 817     | 238                | 537              | 42                   |
| Жінки    | 777     | 189                | 490              | 98                   |
| Разом    | 1594    | 427                | 1027             | 140                  |